# Вовки їдять собак
«Вовки їдять собак» — кримінальний роман Мартіна Круза Сміта, дія якого відбувається в Росії та Україні в 2004 році. Це п'ятий роман про слідчого Аркадія Ренка і перший роман, дія якого відбувається в Росії в пострадянську еру.
На українську мову твір, на разі, не перекладено.

## Сюжет
Росія перетворилася з комуністичної на капіталістичну державу, а Україна відокремилася від колишнього Радянського Союзу. Коли Павло «Паша» Іванов, один із провідних представників нового класу мільярдерів Росії, помирає, за підозрою внаслідок самогубства, Ренко проводить розслідування. Паша випав з балкона свого пентхауса, і за всіма ознаками він був сам. Єдина аномалія — велика гора кухонної солі в гардеробі жертви.
Незважаючи на втручання власного начальника та інших владних осіб, Ренко продовжує розслідування, допитуючи друзів і соратників Паші. Мабуть, в минулому Іванова є якась темна сторінка, таємниця, і Паша завжди був дуже пригнічений навколо Першотравня. Перед тим, як його силоміць усунуть від слідства, Аркадій сам повертається до квартири Паші і реконструює його пересування в ніч, коли він загинув. У ящику свого бюро Аркадій знаходить дозиметр радіації, загорнутий у закривавлену хустку. Увімкнувши його, він виявляє, що вся квартира радіоактивна, найвищий рівень — у кучі солі. Аркадій приходить до висновку, що Іванов справді покінчив життя самогубством, але це було під тиском. Команда Небезпечного вантажу повторно оглядає квартиру та тіло Паші та виявляє, що сіль була змішана з невеликою кількістю хлориду цезію, зовні схожого на кухонну сіль, але смертельно радіоактивного. Підтвердивши, що його квартира заповнена радіацією, Іванов проковтнув велику кількість солі перед тим, як стрибнути, намагаючись захистити тих, хто пізніше увійде в квартиру.
Через тиждень після виявлення Аркадія, бізнес-партнера Паші Тимофєєва знаходять убитим поблизу Прип'яті в Україні, у «мертвій зоні» навколо місця Чорнобильської катастрофи. Начальник Аркадія, роздратований його непокорою, для «розслідування» цього вбивства без допомоги та ресурсів відправляє того в Україну. Тут він знайомиться з картатою місцевою спільнотою: групою радіобіологів, різними іноземними вченими та невеликою групою селян-самоселів, які відмовляються залишати територію, незважаючи на офіційну евакуацію. Також Аркадій стає коханцем приписаної до наукового співтовариства лікаря Єви Казки. Єва зізнається йому, що вона була безплідною, а також страждала від довгої серії операбельних ракових захворювань в результаті впливу радіоактивних опадів, які накрили Київ, коли вона йшла на першотравневому параді після аварії.
Колишній чоловік Єви, Олексій Герасимов, лідер групи радіобіологів, викрадає Аркадія і виявляє себе винуватцем, пояснюючи мотиви зі смаком: Іванов і Тимофєєв були улюбленими учнями батька Олексія, Фелікса Герасимова, головного авторитета Радянського Союзу при ядерній аварії. Коли з ЦК зателефонували Герасимову, щоб запитати, що робити з аварією, Герасимов був занадто п'яний, щоб відповісти, тому Іванов і Тимофєєв імітували дзвінок, вдаючи, що передають вказівки Герасимова. На підставі повідомлень Комітету Іванов і Тимофєєв вирішили, що ні евакуювати Прип'ять, ні скасовувати першотравневі свята в Києві немає необхідності. Іншими словами, Іванов і Тимофєєв були амбітними людьми, які відреагували на кризу так, як це роблять амбітні люди: прикриваючи свого боса та кажучи начальству те, що вони хочуть почути — і тим самим вони дозволили мільйонам цивільні особи (включно з Євою), які зазнають впливу радіоактивних опадів. Герасимов не торкнувся скандалу, але пізніше покінчив життя самогубством.
Хоча Алекс визнає, що Іванов і Тимофєєв не несуть одноосібної відповідальності за катастрофу, він вважав, що вони мають певною мірою відповідати. Він насаджував крихітні крупинки цезію на їхній одяг і на людей, мучивши їх перед введенням смертельних доз. Він навіть запропонував зупинитися, якщо Іванов і Тимофєєв повернуться в Чорнобиль і визнають свою відповідальність, але «їм було соромно рятувати власні життя». Після смерті Іванова Тимофєєв намагався врятуватися, повернувшись на місце злочину, але Олексій каже, що не знає, хто його вбив. Щоб замести сліди, Алекс, холоднокровно вбивши своїх помічників, готується вбити Аркадія. Саме в цей момент його збиває мстива сестра одного з помічників.
Аркадій повідомляє, що справу Паші розкрито, але вбивства Тимофєєва та Олексія Герасимова залишаються відкритими. Його відкликають до Москви. Єва їде з ним, а подружжя всиновлює хлопчика-сироту Женю, якого Аркадій виховував у місцевому притулку.
Через кілька місяців вони повертаються до Прип'яті на один день, щоб відвідати своїх місцевих друзів, подружжя літніх селян, які все життя прожили в одному місці, чиї онуки померли від радіаційного отруєння. Побачивши, як чоловік Роман ріже свиню майже так само, як убили Тимофєєва, Аркадій і Єва розуміють, що це Роман убив Тимофєєва, але утримуються від того, щоб повідомияти про це владу.

## Пояснення назви
Існує кілька можливих тлумачень назви:
- Кажуть, що вовки нападають на домашніх собак через почуття, що собаки зрадили свій власний вид, живучи з людьми та залежаючи від них для свого виживання. Зрадливі собаки проміняли свою безцінну свободу на їжу, безпеку та інші істотні зручності.
- Убивця, коли його розкривають, описує себе як вовка, не стільки через будь-яке насильство чи злість у своєму характері, скільки тому, що він вважає себе справжнім хижаком: нападає на своїх жертв і знищує своїх ненадійних товаришів, не шкодуючи сумління. Один із цих товаришів на смертному одрі згадує, що зіграв «Вовка» в шкільній виставі «Петрик і вовк» і уявляв себе вовком, «поки не зустрів справжнього».
- Назву також можна сприймати як метафору, що описує корупцію навколо Аркадія; «вовки» — це великі організації чи могутні люди, які їдять «псів» (безглуздих людей, таких як Аркадій Ренько), які є нікчемними в суспільстві й виявляються лише перешкодою, яку треба знищити. Як вовки полюють зграями, щоб подолати свою здобич, так само в цьому романі роблять підприємства та великі організації.

## Зв'язки з реальною історією, особами чи місцями
- Більша частина роману відбувається в «мертвій зоні» навколо місця Чорнобильської катастрофи. Щоб «розважити» компанію за вечерею одного вечора, Алекс розповідає власну драматичну історію про те, як саме стався вибух.
- Як не дивно, роман на кілька років передує отруєнню Олександра Литвиненка, що має певну схожість з нападами на Пашу Іванова.
- Хоча на місці Чорнобильської катастрофи знайдено кілька радіоактивних ізотопів, цезій-137 є найпоширенішим (можливо, тому вбивця вибирає його для нападу на Іванова та Тимофєєва).

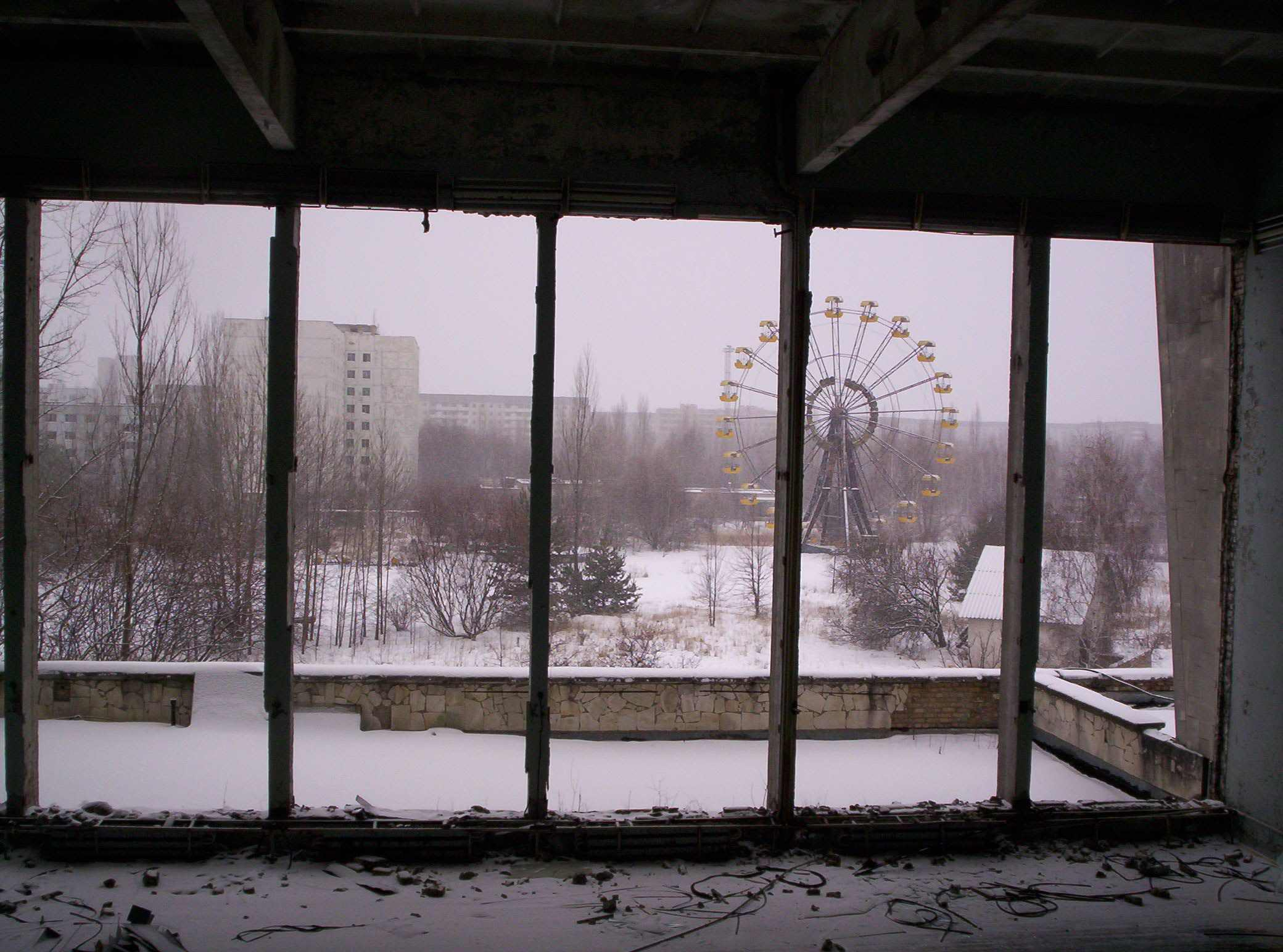
Вид з будівлі з оглядовим колесом парку розваг у Прип’яті
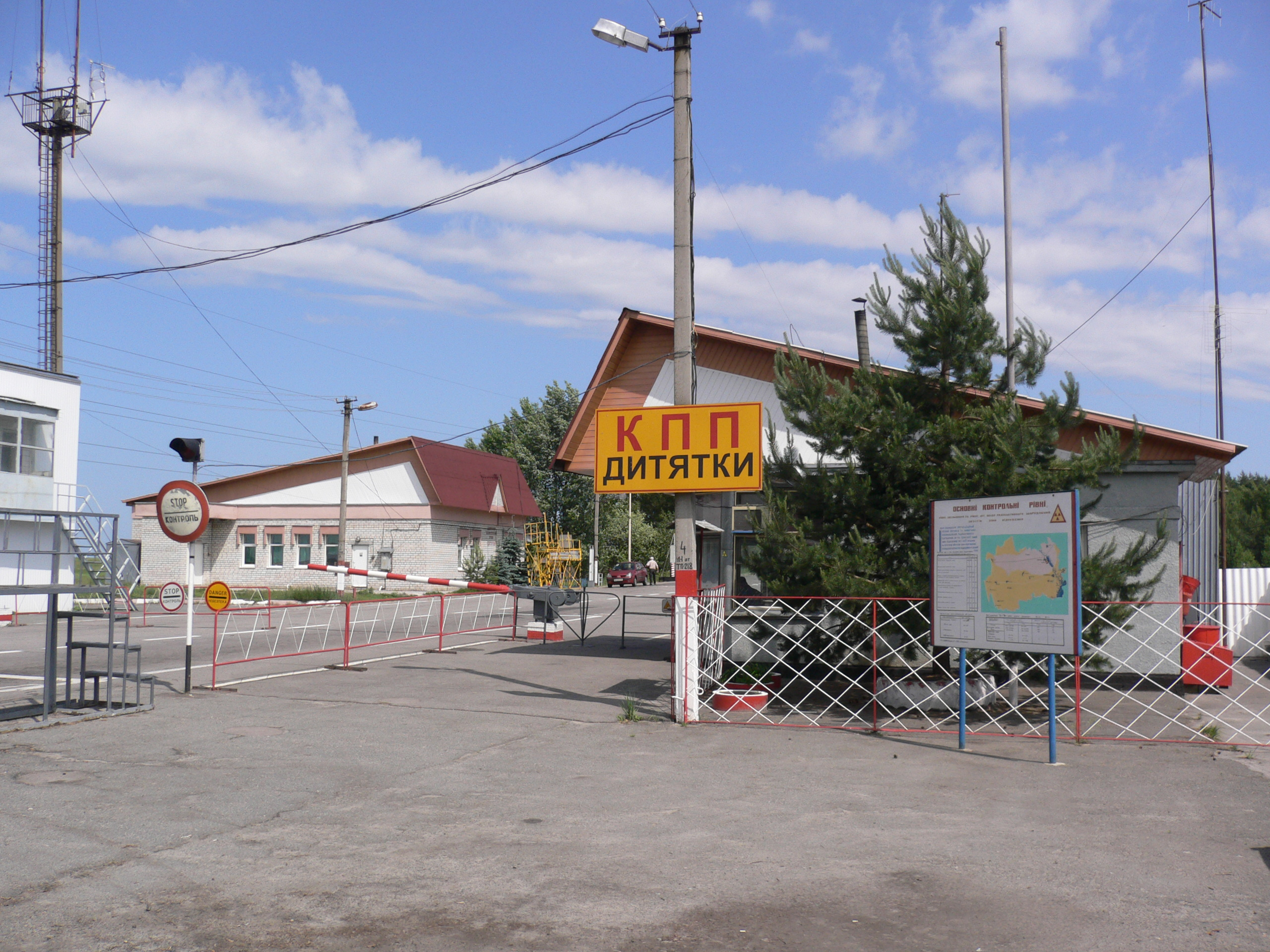
В'їзд в Чорнобильську зону відчуження на КПП "Дитятки"